# NGC 6842
NGC 6842 est une nébuleuse planétaire située dans la constellation du Petit Renard. NGC 6842 a été découverte par l'astronome allemand Albert Marth en 1863.

## Observation
Avec une magnitude visuelle apparente de 13,2, on doit utiliser un télescope dont l'ouverture est d'au moins 250 mm pour l'observer. Elle est située dans la partie nord de la constellation, à la frontière de la constellation du Cygne. Sa petite taille en fait un objet particulièrement difficile à localiser et à photographier. La période la plus propice à son observation dans le ciel du soir se situe entre juin et novembre pour les observateurs de l'hémisphère nord. 

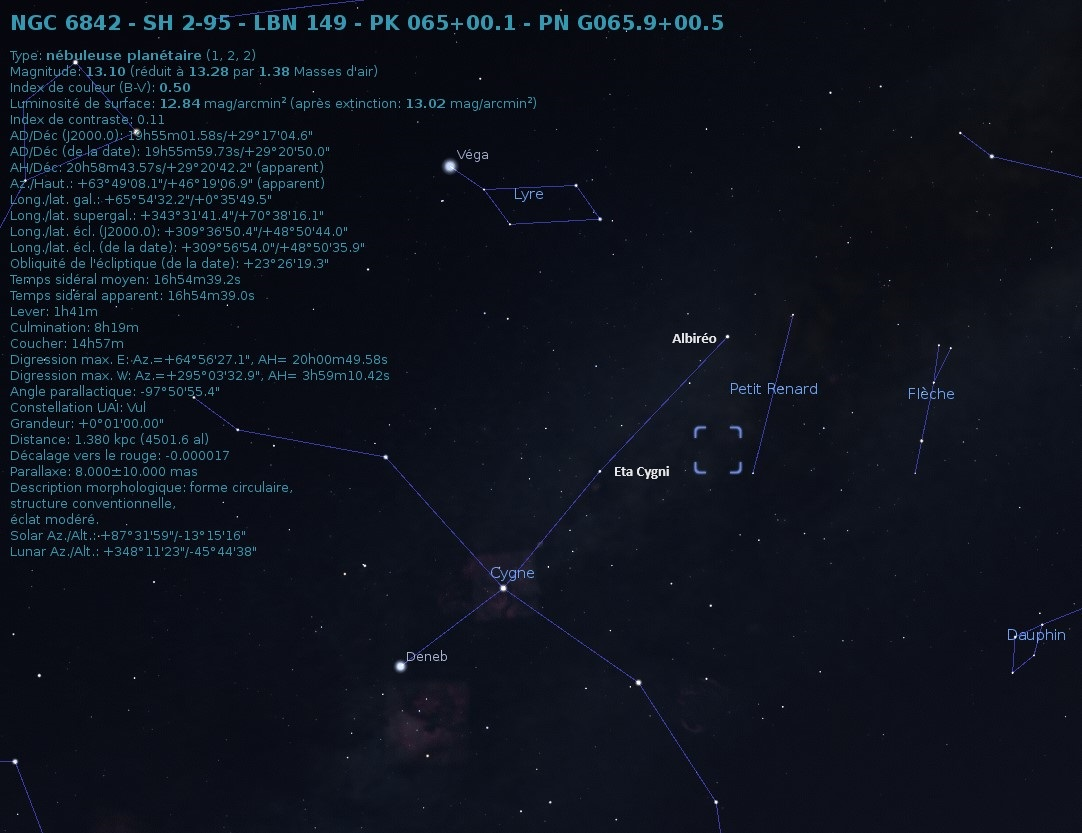
Emplacement de NGC 6842 dans la constellation du Petit Renard.

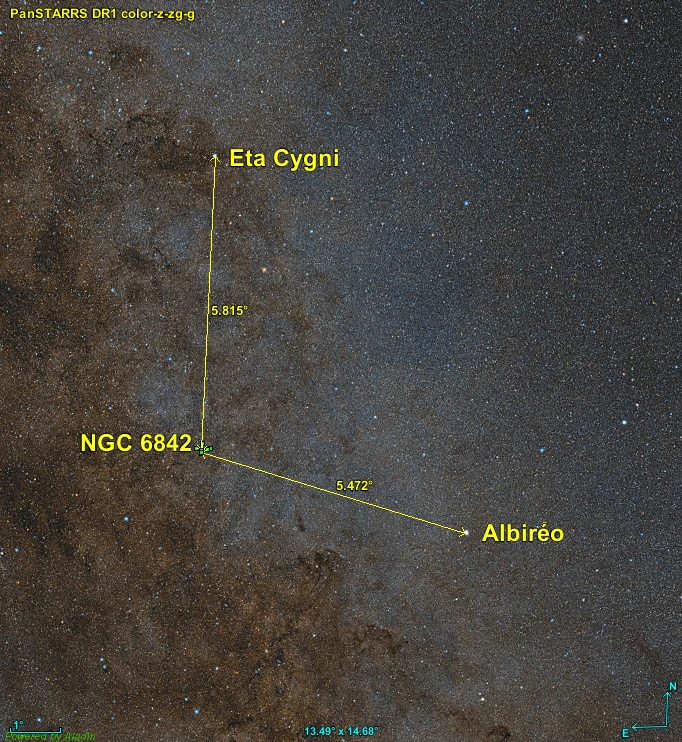
Position de NGC 6842 par rapport à deux étoiles de la constellation voisine du Cygne.

NGC 6842 est située à environ 5,8 degrés au sud-ouest d'Eta Cygni et à 5,5 degrés au nord-est d'Albiréo.

## Caractéristiques

### Distance, taille et vitesse
Deux distances semblables sont indiquées sur la base de données astronomique Simbad : 1,249 ± 0,250 kpc (∼4 070 al) et environ 1 380 pc (∼4 500 al). En utilisant une distance de 1 249 ± 250 pc et une sa taille apparente est de 0,95′, un calcul rapide montre que son envergure est égale à 1,13 ± 0,23 al. La vitesse de cette nébuleuse planétaire n'est pas connue.